# José Sabaj
José Sabaj Sabaj war ein chilenischer Fußballspieler. Der Torwart gewann zweimal die chilenische Meisterschaft.

## Karriere
José Sabaj, auch als Tito bekannt, spielte 1943 für den CF Universidad de Chile, für den er 14 Spiele bestritt. Der Torwart wechselte 1944 zum CSD Colo-Colo und war der zweite Spieler überhaupt, der für die heute beiden populärsten Klubs des Landes spielte. Bei Colo-Colo ersetzte er den in die Heimat Argentinien zurückgegangenen Obdulio Diano. Sabaj gewann mit den Albos, für die er bis 1948 spielte, die beiden Meistertitel 1944 und 1947. Zudem gewann er mit dem Klub 1945 den Campeonato de Campeones de Chile. Nach seiner erfolgreichen Zeit bei Colo-Colo lief Sabaj noch für den CD Green Cross, CD Santiago Morning und CD Palestino aus der Hauptstadt auf. 1955 beendete er seine Karriere bei den CD Santiago Wanderers aus Valparaíso.

## Erfolge
Colo-Colo
- Chilenischer Meister: 1944, 1947
- Campeonato de Campeones de Chile: 1945